# حشره‌خوار زاکاتکاس
 حشره‌خوار زاکاتکاس (نام علمی: Sorex emarginatus) نام یک گونه از سرده حشره‌خوارهای دم‌دراز است.